# Cabaca

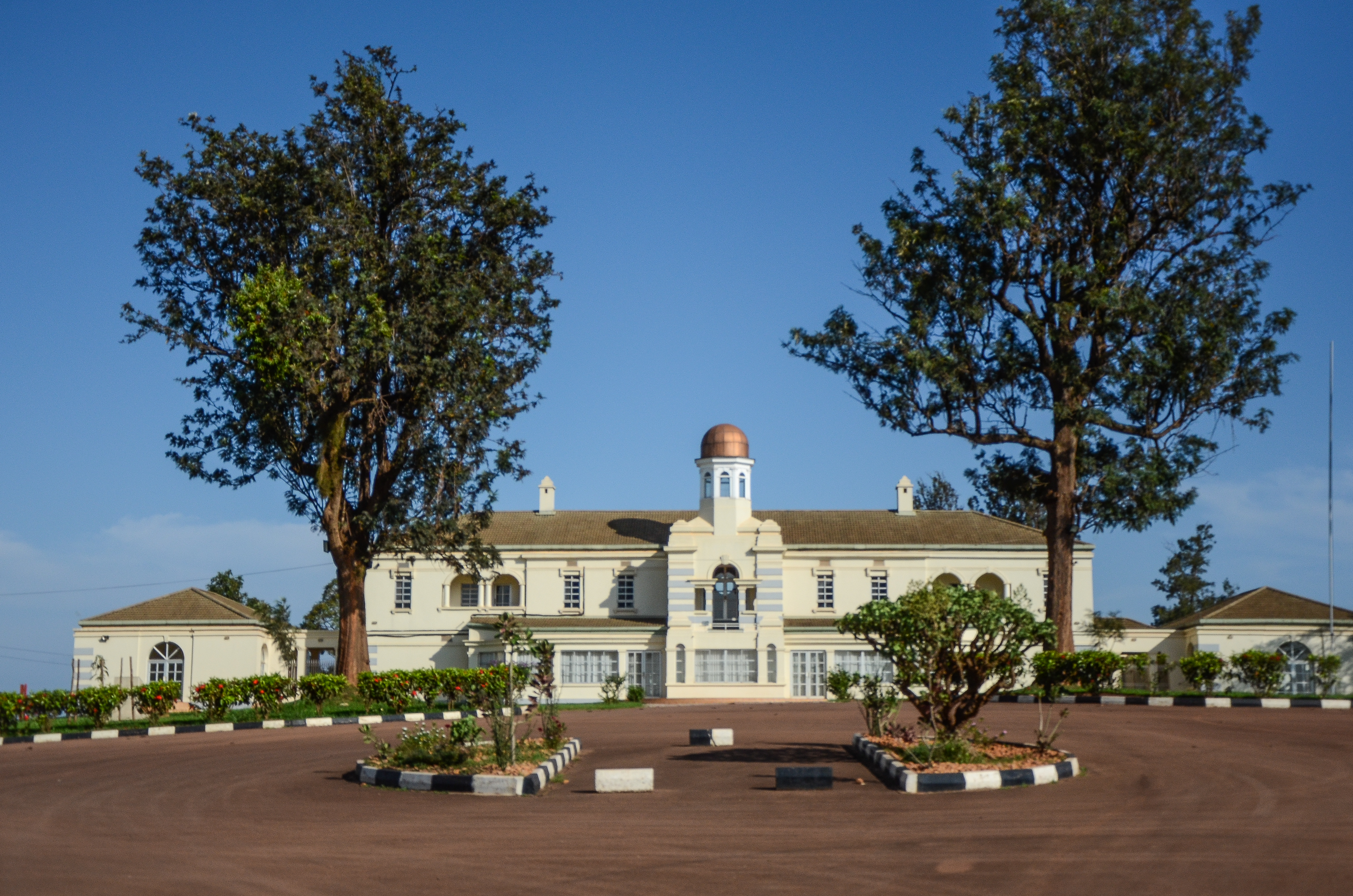
Palácio do cabaca em Mengo, Campala

Cabaca (em luganda: kabaka) é um título nobiliárquico utilizado pelos reis do Reino de Buganda, na região dos Grandes Lagos, hoje parte da Uganda. Para Nei Lopes, o nome parece remeter a Xabaca do Reino de Cuxe, que na Antiguidade tornou-se faraó no Egito.